# Cenad
Cenad (in ungherese Csanád, Németcsanád, Ócsanád, Marosvár, Nagycsanád, in tedesco Tschanad, Gross-Tschanad, Alttschanad, Maroschburg, in serbo Нађчанад?, Nađčanad, in latino Urbs Morisena) è un comune della Romania di 4516 abitanti, ubicato nel distretto di Timiș, nella regione storica del Banato.

## Storia
Conosciuta come Morisena nel Medioevo, nel anno 1030, un generale, Chanadinus, del duca locale Ahtum, si ribellò contro il duca e, con l'aiuto degli ungheresi, conquistò il ducato. Cenad, nella sua struttura attuale, è nata nel periodo tra le due guerre quando si sono uniti i due abitati di Cenad e Cenadu Vechi (detto anche Cenadu German), che oggi formano un solo centro abitato. Cenad è un punto di confine tra la Romania e l'Ungheria: il valico stradale è stato aperto nel 2002.

## Amministrazione

### Gemellaggi
- Ungheria, Apátfalva dal 1988
- Italia, Carapelle dal 1976